# 4. Buch Esra

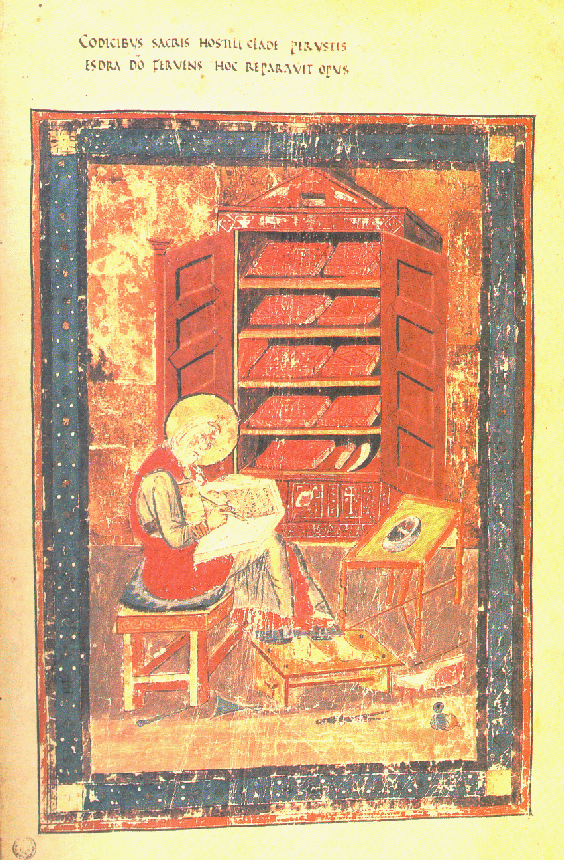
Codex Amiatinus (Szene 4. Buches Esra 8. Jhdt.)

Das 4. Buch Esra ist eine pseudepigraphische, christianisierte Apokalypse jüdischer Herkunft, die wohl um 100 n. Chr. entstanden ist. Sie dürfte ursprünglich in Hebräisch geschrieben und zunächst ins Griechische übersetzt worden sein; aus einer griechischen Vorlage jedenfalls wurde sie in andere Sprachen übersetzt (nur diese Zweitübersetzungen sind vollständig erhalten).

## Name
Seinen Namen und somit auch die Zählung als viertes Buch Esra verdankt die Schrift ihrer Stellung in der Vulgata. Dort werden die biblischen Bücher Esra und Nehemia als 1. und 2. Buch Esra bezeichnet. Im Anhang der Vulgata befindet sich das 3. Buch Esra, eine apokryphe Schrift, die Exzerpte aus dem 2. Buch der Chronik sowie aus Esra, Nehemia und weitere kurze Texte enthält. Darauf folgt das hier behandelte 4. Buch Esra. Es ist weder identisch mit der griechischen noch mit der syrischen Esra-Apokalypse.

## Text und Übersetzungen
Das 4. Buch Esra ist mehrheitlich lateinisch überliefert, geht jedoch auf eine griechische Vorlage zurück. Indirekte Zeugnisse für eine griechische Vorlage sind die erhaltenen syrischen, äthiopischen, arabischen, armenischen und georgischen Übersetzungen. Adolf Hilgenfeld veröffentlichte 1869 eine Rückübersetzung ins Griechische. Die griechische Vorlage geht ihrerseits vermutlich auf eine ältere hebräische oder aramäische Fassung zurück. Auch wenn bisher von der angenommenen semitischen Urfassung keine Handschriften oder Fragmente gefunden wurden, gilt aufgrund sprachlich-stilistischer Textauffälligkeiten in den uns überkommenen Übersetzungen die Annahme einer semitischen Urfassung als gesichert. Dabei wird eine hebräische Urfassung im Vergleich zu einer Aramäischen als wahrscheinlicher angenommen.

## Abfassungszeit und -ort
Nach 4 Esr 3,1–2 datiert der Seher Esra seine Gegenwart auf das 30. Jahr nach der Zerstörung des Jerusalemer Tempels (587 v. Chr.) durch die Babylonier.

„Im dreißigsten Jahre nach dem Untergange der Stadt verweilte ich Salathiel (der auch Esra heißt) in Babel, und als ich einmal auf meinem Bette lag, geriet ich in Bestürzung, und meine Gedanken gingen mir zu Herzen, weil ich Zion verwüstet, Babels Bewohner aber im Überfluß sah.“

Diese fiktive Zeitangabe verweist nach Ansicht der meisten Forscher auf das 30. Jahr nach der Zerstörung des herodianischen Tempels (70 n. Chr.), also etwa auf das Jahr 100 n. Chr. als Zeitpunkt der Abfassung des Buches. Die sogenannte Adler-Vision, das ist die fünfte Vision (4 Esr 10,60–12,50), bestätigt in ihrer rekonstruierten ursprünglichen Gestalt diese Datierung (zum Vergleich, 4 Esr 12,22–27 als Anspielung auf Vespasian, Titus und Domitian).
Als Abfassungsort ist durch die Einordnung des Verfassers in die Nähe der Schriftgelehrten von Jabne Palästina wahrscheinlich. Andere Forscher nehmen den Orient oder Rom an.

## Aufbau und Inhalt

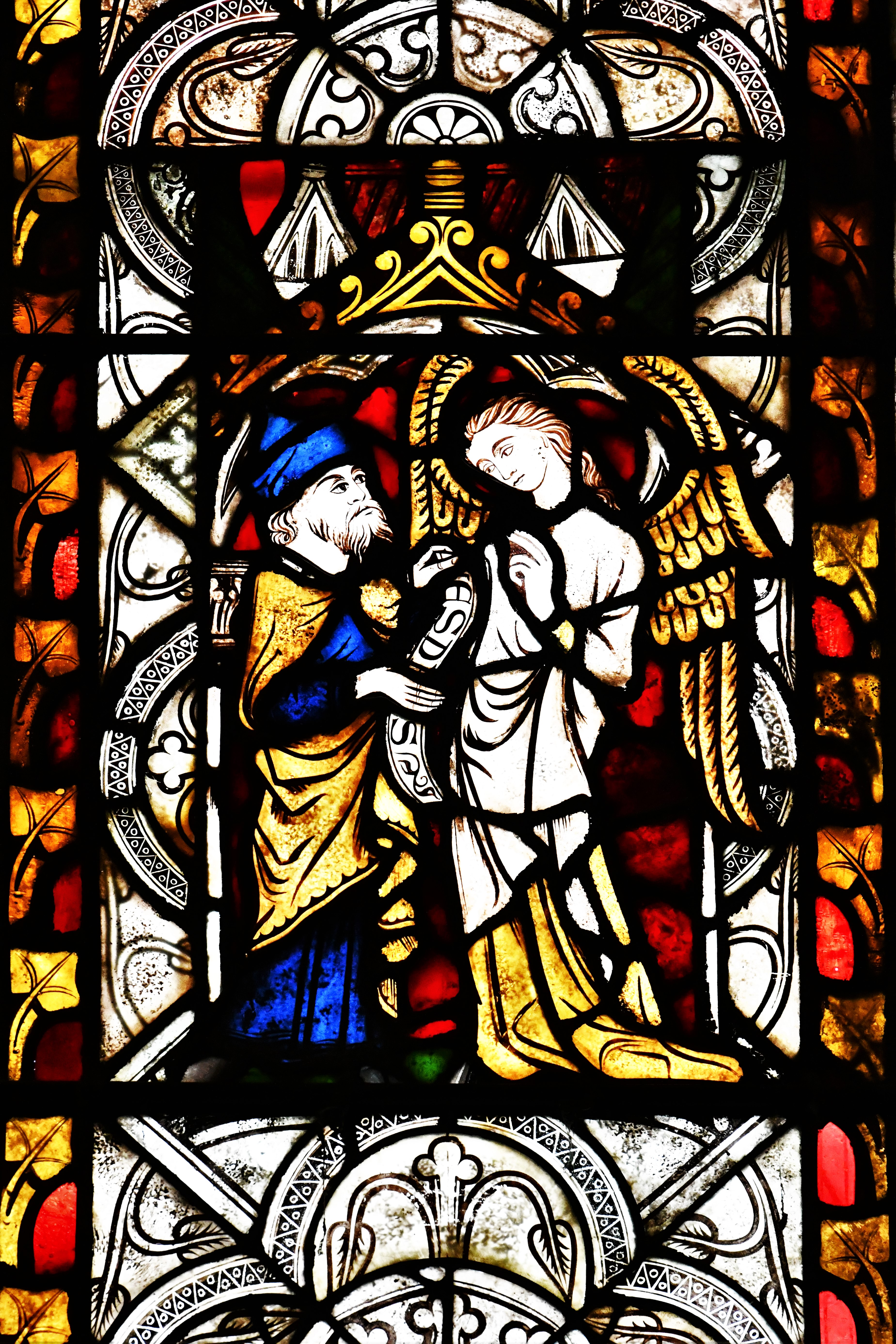
Erzengel Uriel mit Esra. St Michael and All Angels’ Church, Kingsland, Herefordshire. 14. Jahrhundert

Die nach Esra benannte Schrift ist als Dialog zwischen dem Erzengel Uriel und dem Offenbarungsempfänger Esra gestaltet, in dem religiöse Probleme und Spekulationen in der Eschatologie ihren Anlass oder ihre Antwort finden. Jeweils nach solch einem Dialog folgt eine Vision, die das Vorhergehende vertieft und erweitert.
Von den überlieferten 16 Kapiteln stellen die Kapitel 1 und 2 (= 5. Buch Esra) sowie 15 und 16 (= 6. Buch Esra) spätere christliche Ergänzungen dar, die sich nur in der lateinischen Überlieferung finden; in den orientalischen, und damit auch ostkirchlichen Versionen fehlen diese Kapitel.
Die jüdische Apokalypse, 4. Buch Esra (= Kapitel 3–14), ist in sieben Visionen eingeteilt:
Vision 1 = Kap 3,1–5,19
Vision 2 = Kap 5,20–6,34
Vision 3 = Kap 6,35–9,25
Vision 4 = Kap 9,26–10,59
Vision 5 = Kap 10,60–12,50
Vision 6 = Kap 12,51–13,56
Vision 7 = Kap 13,57–14,47
In den ersten drei Visionen wird die Zerstörung des Jerusalemer Tempels (587 v. Chr.) behandelt. In den nächsten drei Visionen offenbart Esra kommende Ereignisse. In der Schlussvision empfängt Esra den Auftrag, 24 zu veröffentlichende Heilige Schriften (gemeint sind wohl die Bücher des heutigen Tanach) und 70 geheimzuhaltende Schriften über das Ende der Weltzeit zu verfassen. Am Ende des Buches wird Esra zu Gott entrückt.
Die beiden Textstellen requiem aeternitatis dabit vobis (Vers 34, er wird euch die Ruhe der Ewigkeit geben) und quia lux perpetua lucebit vobis per aeternitatem temporis (Vers 35, denn das ewige Licht wird euch durch die Ewigkeit der Zeit leuchten) aus dem zweiten Kapitel sind die Quellen für die bekannten wiederkehrenden Textstellen des Propriums der Totenmesse Requiem aeternam dona eis und Lux perpetua luceat eis.

## Ausgaben und Übersetzungen
- Adolf Hilgenfeld: Messias Judaeorum, libris eorum paulo ante et paulo post Christum natum conscriptis illustratus. Lipsiæ 1869.
- Hermann Gunkel: Das vierte Buch Esra. In: Die Apokryphen und Pseudepigraphen des Alten Testaments, in Verbindung mit Fachgenossen übers. u. hrsg. von Emil Kautzsch. 2 Bände. Tübingen 1900, Band 2, S. 331–401.
- Bruno Violet: Die Esra-Apokalypse (IV Esra). 1. Teil. Die Überlieferung (= Die griechischen christlichen Schriftsteller der ersten drei Jahrhunderte. 18). Hinrichs, Leipzig 1910, Textarchiv – Internet Archive.
- Bruno Violet: Die Apokalypsen des Esra und des Baruch in deutscher Gestalt (= Die griechischen christlichen Schriftsteller der ersten drei Jahrhunderte. 32). Hinrichs, Leipzig 1924, Textarchiv – Internet Archive.
- Josef Schreiner (Hrsg.): Das 4. Buch Esra (= Jüdische Schriften aus hellenistisch-römischer Zeit. Band 5: Apokalypsen, 4. Lieferung). G. Mohn, Gütersloh 1981, ISBN 3-641-24814-0.
- Roger Gryson, Robert Weber (Hrsg.): Biblia Sacra. Iuxta Vulgata Versionem. Ed. 4. emendata. Deutsche Bibelgesellschaft, Stuttgart 1994, ISBN 3-438-05303-9, S. 1931–1974, Textarchiv – Internet Archive
- Bonifatia Gesche (Übers.): Die Esra-Apokalypse  (= Kleine Bibliothek der antiken jüdischen und christlichen Literatur). Vandenhoeck & Ruprecht, Göttingen 2015, ISBN 978-3-525-53462-5.